# بوليط داكن
بوليط داكن (الاسم العلمي:Boletus fuscescens) هو نوع الفطريات يتبع جنس البوليط من الفصيلة البوليطية.